# Dボタン (お笑いコンビ)
dボタンは三中元克と臼杵寛による、かつて吉本興業に所属していたお笑いコンビである。

## 概要
大阪府立今宮工科高等学校の同級生で結成したお笑いコンビであった。
だが、臼杵はコンビ結成前からアイドル並びにロックバンドとして活動し、三中は劇団員や舞台俳優としての活動が増えコンビとしての活動継続が困難となり、結果として解散せざるを得なくなった。

## 来歴
- 2015年末、三中の高校の同級生で『L.A.F.U.』の元メンバーだった臼杵とお笑いコンビの『ワンハンドレッド』を結成、事務所オーディションへのネタ見せがナインティナインを意識したネタなどを指摘され、選考員に酷評された。[3]後に二人のラッキーナンバーである「3」を由来として『サンプライズ』に改名[4]。2016年2月19日、よしもとクリエイティブ・エージェンシーに所属することが発表された[5]。
- 2016年2月27日、「めちゃ²イケてるッ! 真冬に汗をかきまくれ 国民投票だよ全員集合 全力の生スペシャル」にて再オーディションを生放送で行い、視聴者参加の国民投票の結果不合格となり、三中はめちゃイケを降板することになった[4]。番組終了後のフジテレビのネット配信番組『めちゃ²タメしてるッ!』にて残念会が開かれ、加藤浩次や出川哲朗の助言もあり、コンビ名を正式に『dボタン』に改名した[6][7]。
- 2016年3月3日、『神保町花月新ユニット結成』概要発表会見にお笑いコンビ『dボタン』として出席し、めちゃイケ卒業後初の漫才で新ネタを披露[8]。
- しかし2018年1月4日・5日、「方向性の違い」により同年1月末でコンビを解散することを共にSNSで発表した[9]。上述の三中が主宰する劇団の旗揚げ公演を1ヶ月後に控えた中での解散となった。

## メンバー
- 三中元克（さんなか もとかつ、1990年7月24日（34歳） - ）
ボケ担当。立ち位置は向かって左。
身長169cm、体重103kg。大阪府出身。A型。

- 臼杵寛（うすき かん、1991年3月30日（34歳） - ）
ツッコミ担当。立ち位置は向かって右。
身長174cm、体重56kg。大阪府出身。B型。

## 出演

### テレビ番組
- めちゃ²イケてるッ!（フジテレビ、2010年11月13日 - 2016年2月27日・3月12日）- 三中のみ。ごく僅かではあるが、コンビとしても2016年2月27日・3月12日に出演したことがあった。
- スター姫さがし太郎（2011年1月 - 3月、テレビ東京）- 臼杵のみ。コンビ結成前。